# Josep de Luis Ferrer
Josep de Luis Ferrer (Inca, 1971) és un advocat, polític i activista. És advocat i membre de la Comissió de Normalització Lingüística del Col·legi d'Advocats. Es presentà a les eleccions del 26 de juny del 2016 com a candidat al Senat per Sobirania per a les Illes. El 2018 fou elegit president de l'Obra Cultural Balear.